# Friedrich Christoph Förster
Friedrich Christoph Förster, född den 24 september 1791 i Münchengosserstädt, död den 8 november 1868 i Berlin, var en tysk skald och historiker. Han var son till Karl Christoph Förster och bror till Ernst Förster.
Förster studerade teologi i Jena, men ägnade sig sedan i Dresden åt arkeologiska och konsthistoriska studier. År 1813 ingick han, liksom Theodor Körner, vid Lützows frikår, i vilken han blev officer, och eldade genom sina krigssånger, Schlachtenruf an die erwachten Deutschen, till strid för hemlandets försvar. Efter krigets slut (1815) blev han lärare vid artilleri- och ingenjörsskolan i Berlin, men förlorade denna plats 1817, till följd av en uppsats i "Nemesis" om den preussiska författningens historiska utveckling. Därefter redigerade han efter vartannat flera frisinnade Berlintidningar. År 1829 blev han hovråd samt kustos vid den kungliga konstsamlingen.
Av Försters många historiska verk behandlar de flesta Preussens historia. I flera skrifter sökte han fritaga Wallenstein från beskyllningarna för högförräderi. Hans skildringar från befrielsekriget 1813 har, särskilt i fråga om Körners liv, blivit starkt ifrågasatta till sin trovärdighet genom Friedrich Latendorfs bok Friedrich Försters Urkundenfälschungen zur Geschichte des Jahres 1813 (1891). Bland Försters övriga arbeten märks Peter Schlemihls Heimkehr (1849), en fortsättning av Chamissos bekanta dikt, bearbetningar av flera av Shakespeares stycken, några mindre lustspel, ett historiskt drama: Gustav Adolf (1833), Gedichte (två band, 1838), en samling av krigssånger, romanser, berättelser och legender med mera. Ur hans litterära kvarlåtenskap utgav Hermann Kletke en påbörjad självbiografi av Förster, Kunst und Leben (1873).